# Pierre Gédéon de Nolivos
Pierre Gédéon René de Nolivos (Léogâne, 23 novembre 1714 – Pau, 6 dicembre 1794) è stato un generale e politico francese, che fu governatore della Guadalupa dal marzo 1765 all'ottobre 1768, e di Saint-Domingue dal 1 febbraio 1766 al gennaio 1772.

## Biografia

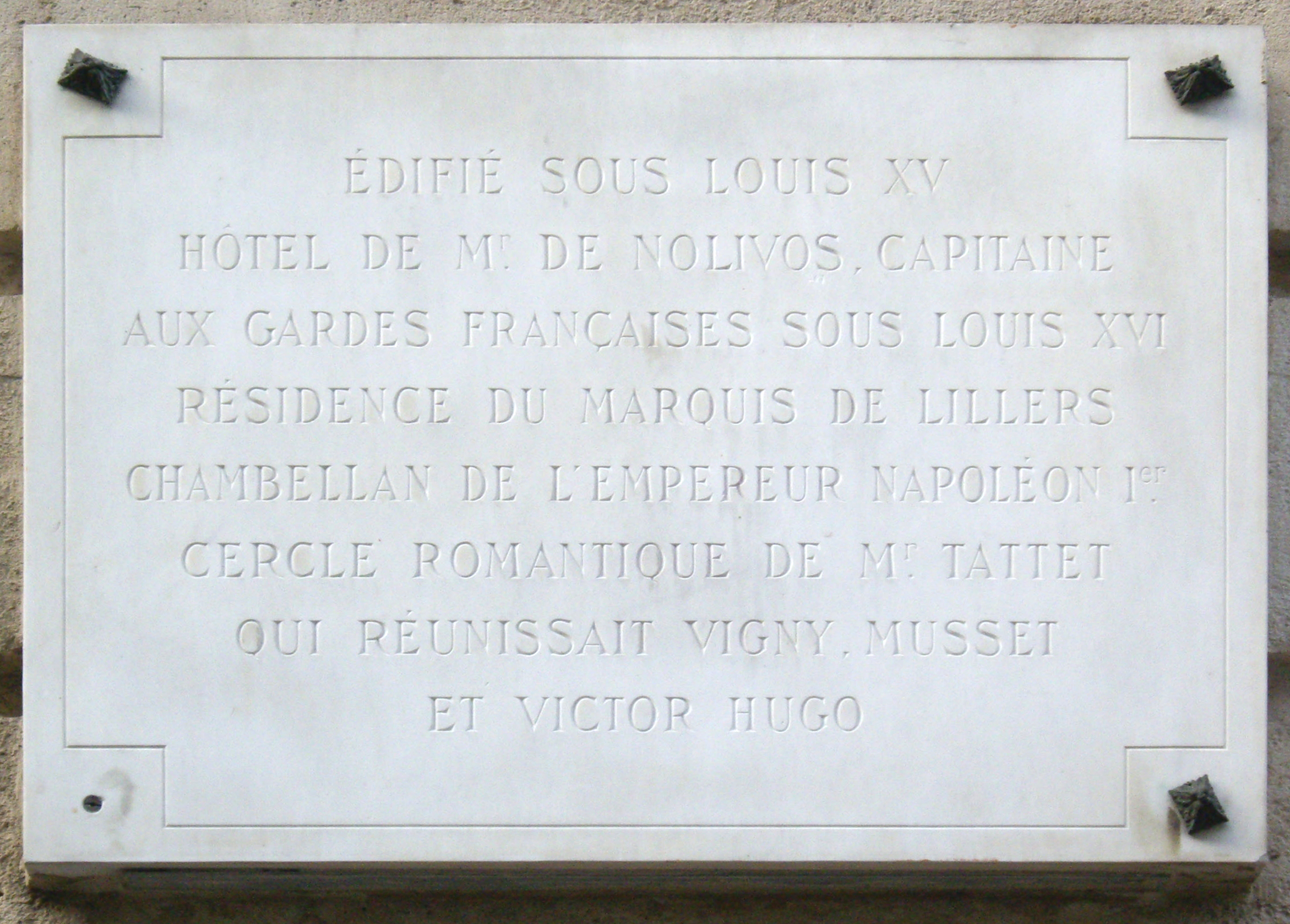
Placca commemorativa sulla facciata dell'Hôtel de Nolivos, al 10 rue de la Grange-Batelière a Parigi.

Nacque a Léogâne il 23 novembre 1714, figlio di Pierre de Nolivos, capitano d'una compagnia france della Marine royale, enseigne des vaisseaux del re, e di Renée Giet (1683–1756). Fu battezzato il17 september 1716 in Léogâne. Suo padre, noto anche  come Pierre Gédéon, nacque a Sauveterre-de-Béarn, figlio di un giudice del Parlamento della Navarra, e partecipò a numerose spedizioni corsare prima di essere inviato a Saint-Domingue nel 1707.
Si arruolò nella marine royale come guardiamarina e fu promosso tenente e poi capitano di vascello. Nel 1745 prestava servizio come ufficiale nello squadra del marchese di Caylus, governatore generale delle Isole Sopravento, che lo giudicava pieno di zelo, fuoco e ambizione. Fu nominato brigadiere, e successivamente divenne assistente del capo di stato maggiore dell'esercito del Basso Reno nel 1761.
In 1764 fu nominato Governatore della Guadalupa, incarico ricoperto dal marzo 1765 al dicembre 1768. Uno dei suoi progetti era quello di istituire un porto franco. Nell'aprile 1765 affidò a due mercanti di Basse-Terre una missione di ricognizione nelle Isole settentrionali. L'idea era quella di creare un deposito in cui le merci potessero essere immagazzinate per l'esportazione dietro pagamento di un'imposta compresa tra l'1% e il 3%. I prodotti sarebbero sciroppo e tafia (un tipo di rum) che erano richiesti in America ma non in Europa. Il porto franco poteva essere utilizzato anche come sbocco per i prodotti in eccedenza provenienti dalla Francia come vino, liquori, olio e sapone. Il risultato sarebbe quello di ridurre il contrabbando e tenere il commercio inglese lontano dalle colonie francesi. Il progetto fu abbandonato nel novembre 1765 a Saint Martin, ma ripreso due anni dopo a Saint Lucia e Saint Domingue.
Dopo aver lasciato la Guadalupa fu nominato governatore di Santo Domingo, ricoprendo tale incarico dal settembre 1769 al gennaio 1772. All'epoca era molto ricco e possedeva varie piantagioni di caffè e zucchero a Saint-Domingue, nonché una casa in rue de la Grange Batelière, a Parigi. Nel 1771 sposò a Port-au-Prince Suzanne Marcombe, vedova di Ambroise Roux, la cui famiglia era originaria di Angers. Sua moglie nacque nel 1714. Il contratto di matrimonio fu firmato il 6 marzo 1771. Le proprietà di Nolivos elencate nel contratto includevano ingenti somme di denaro, 46 schiavi domestici, 26 cavalli, mobili e argenteria. Sua moglie acquistò anche denaro, una piantagione di caffè, 40 schiavi negri e altre proprietà. Prima del matrimonio, avvenuto il 19 marzo 1771 gli uomini furono ospitati nel palazzo del governatore e le donne nell'intendenza. Gli ospiti di entrambi i sessi si sono riuniti in chiesa all'una.
Fu richiamato a Parigi dal re Luigi XVI di Francia il 14 settembre 1771. Lui e sua moglie lasciarono Saint-Domingue alla fine di quell'anno, salpando da Port-au-Prince sulla nave Thomas e sbarcarono a Nantes nell'aprile 1772. Tre dei servi che li accompagnavano erano schiavi, Jean Simon, cuoco, Jean Louis, cameriere e Charlotte, mulatta. Un documento legale del 28 maggio 1773 mostra che egli e sua moglie vivevano a Parigi in rue Grange Batelière.
Il conte di Nolivos ricevette una pensione di 6.000 livres nel 1775. Si ritirò nelle terre di famiglia nel Béarn dopo la morte della moglie, avvenuta il 21 agosto 1782 a Parigi. Durante la Rivoluzione francese, il 7 novembre 1793 egli, 79 anni e vedovo senza figli, fu inserito nella lista dei sospettati come aristocratico, così come suo nipote, il marchese de Nolivos, di 41 anni sposato con quattro figli. Arrestato, fu rilasciato il 24 ottobre 1794 (3 brumaio dell'anno III). Si spense a Pau il 6 dicembre dello stesso anno.

### Fonti
1. ↑  Saint-Marie 1879, p. 202.
2. 1 2 3 4 5 6 7 8 9 10 11 12 13  Caraibe.
3. ↑  La Blant 1831, p. 26.
4. ↑  Geneanet.
5. 1 2  Force 2016, p. 11.
6. 1 2  Guibert 2010, p. 4.
7. 1 2  Guibert 2010, p. 5.
8. ↑  Guibert 2010, p. 7.
9. ↑  Bailey 2018, p. 11.
10. ↑  Acte de décès à Pau sur Filae